# Wiktor Rojek
Wiktor Rojek (ur. 1 lutego 1926 w Ząbkach pod Warszawą, zm. 21 czerwca 1979 w Katowicach) – polski inżynier elektromechanik, autor podręczników specjalistycznych.

## Życiorys
Był synem Tadeusza (robotnika w cegielni w Ząbkach) i Adeli z Kwasiborskich. W czasie wojny uczył się w szkole zawodowej w Starachowicach, w latach 1943–1944 był w niej instruktorem. Służył w Armii Krajowej. Po wojnie podjął pracę mechanika samochodowego w hucie „Laura” w Siemianowicach Śląskich. W 1947 został skierowany na studia w krakowskiej Akademii Górniczej, które ukończył w 1951 z dyplomem magistra inżyniera elektromechanika. Na ostatnim roku studiów był jednocześnie młodszym asystentem w I Katedrze Maszynoznawstwa uczelni, wówczas już pod nazwą Akademia Górniczo-Hutnicza (AGH). W okresie studenckim działał społecznie, m.in. w Związku Niezależnej Młodzieży Socjalistycznej i Bratniej Pomocy Studenckiej.
Po studiach został zatrudniony w Głównym Instytucie Górnictwa w Katowicach; przechodząc kolejne szczeble kariery zawodowej, doszedł do stanowiska adiunkta i dyrektora Zakładu Budowy Urządzeń i Aparatury Naukowo-Doświadczalnej (1966). Przyczynił się do rozwoju tego zakładu. Niezależnie od pracy w Głównym Instytucie Górnictwa był nauczycielem w technikum hutniczym w Siemianowicach Śląskich, potem w technikum górniczym w Katowicach. W 1967 został członkiem PZPR. Został m.in. odznaczony Krzyżem Kawalerskim Orderu Odrodzenia Polski.
Był autorem szeregu publikacji dotyczących elektrotechniki górniczej, głównie w wydawnictwach Głównego Instytutu Górnictwa oraz fachowych czasopismach – „Przeglądzie Górniczym”, „Wiadomościach Górniczych” i innych. Uzyskał kilkanaście patentów. Opublikował cztery podręczniki dla szkół zawodowych i wyższych, wielokrotnie wznawiane:
- Instalacje i urządzenia elektryczne (1956)
- Materiałoznawstwo elektryczne (1956)
- Podstawy elektrotechniki (1956)
- Rysunek zawodowy (1956)

Został pochowany na cmentarzu w Katowicach-Panewnikach. Był dwukrotnie żonaty (z Danutą z Borowskich i Małgorzatą z Rozmusów), miał troje dzieci: córkę Annę, zamężną Meossi i syna Adama (inżyniera górnictwa) oraz syna Andrzeja (z drugiego małżeństwa).